# Винімок
Винімок (Винішок - до 2002 року) — село в Україні, у Камінь-Каширській громаді Камінь-Каширського району Волинської області.

## Географія
Село розташоване на лівому березі річки Коростянки.

## Населення
Згідно з переписом УРСР 1989 року чисельність наявного населення села становила 156 осіб, з яких 71 чоловік та 85 жінок.
За переписом населення України 2001 року в селі мешкали 123 особи. 100 % населення вказало своєю рідною мовою українську мову.